# Zoran Roganović
Zoran Roganović, född 26 december 1977 i Cetinje i dåvarande Jugoslavien, är en montenegrinsk handbollstränare och tidigare handbollsspelare (högernia). Han är den främste målgöraren i Sveriges högsta serie (Handbollsligan) genom tiderna, med totalt 2 277 gjorda mål för framför allt H43 Lund.
Sedan sommaren 2020 är han tränare för det svenska elitlaget Eskilstuna Guif.

## Spelarkarriär
Zoran Roganović värvades inför säsongen 2003/2004 till den svenska högsta ligan, Elitserien, av H43 Lund som året innan gått till kvartsfinal i SM-slutspelet. Roganović kom under de kommande åren att bli Elitseriens skyttekung sex gånger: 2006, 2009, 2010, 2011, 2012 samt 2014. Han var dessutom tvåa 2007 och 2008. Endast Erik Hajas har vunnit skytteligan lika många gånger.
2014 sålde H43 sin skyttekung till lokalkonkurrenten Lugi HF på grund av akut penningbrist. Under hösten 2014 passerade Roganović Erik Hajas i den totala skytteligan och under våren 2015 gjorde han sitt 2 000:e elitseriemål, vilket han är helt ensam om. Sejouren i Lugi blev två säsonger lång.
2016 värvades Roganović av HK Malmö. Det blev bara ett år i HK Malmö. Den 39-årige Roganović slutade säsongen 2016/2017 på 55:e plats i skytteligan med 90 mål, varav 10 på straff.
Efter 2017 års säsong återvände Roganović till H43 Lund för spel i division 2. 2024 spelade han Trim-SM och vann turneringen med Cafe Lillan HF.

## Tränarkarriär
Roganović blev efter spelarkarriären förbundskapten för Montenegros herrlandslag. Detta kombinerade han till en början med tränaruppdraget i H43. I februari 2019 stod det klart att Roganović tar över tränarsysslan i Eskilstuna Guif från och med följande säsong. Efter VM 2023 avgick han som förbundskapten för Montenegro.

## Spelarstatistik
| Klubb    | Säsong    | Antal mål             | Summa mål             | Placering i Skytteligan |
| -------- | --------- | --------------------- | --------------------- | ----------------------- |
| H43 Lund | 2003/2004 | 158                   | 158                   | 5                       |
| H43 Lund | 2004/2005 | 152                   | 310                   | 7                       |
| H43 Lund | 2005/2006 | 178                   | 488                   | 1                       |
| H43 Lund | 2006/2007 | 184                   | 662                   | 2                       |
| H43 Lund | 2007/2008 | 168                   | 830                   | 2                       |
| H43 Lund | 2008/2009 | 203                   | 1033                  | 1                       |
| H43 Lund | 2009/2010 | 168                   | 1201                  | 1                       |
| H43 Lund | 2010/2011 | 241                   | 1442                  | 1                       |
| H43 Lund | 2011/2012 | 221                   | 1663                  | 1                       |
| H43 Lund | 2012/2013 | Spelade i Allsvenskan | Spelade i Allsvenskan | Spelade i Allsvenskan   |
| H43 Lund | 2013/2014 | 238                   | 1901                  | 1                       |
| Lugi HF  | 2014/2015 | 135                   | 2036                  | 14                      |
| Lugi HF  | 2015/2016 | 151                   | 2187                  | 10                      |
| HK Malmö | 2016/2017 | 90                    | 2277                  | 55                      |
| Källa:   |           |                       |                       |                         |